# 苦味

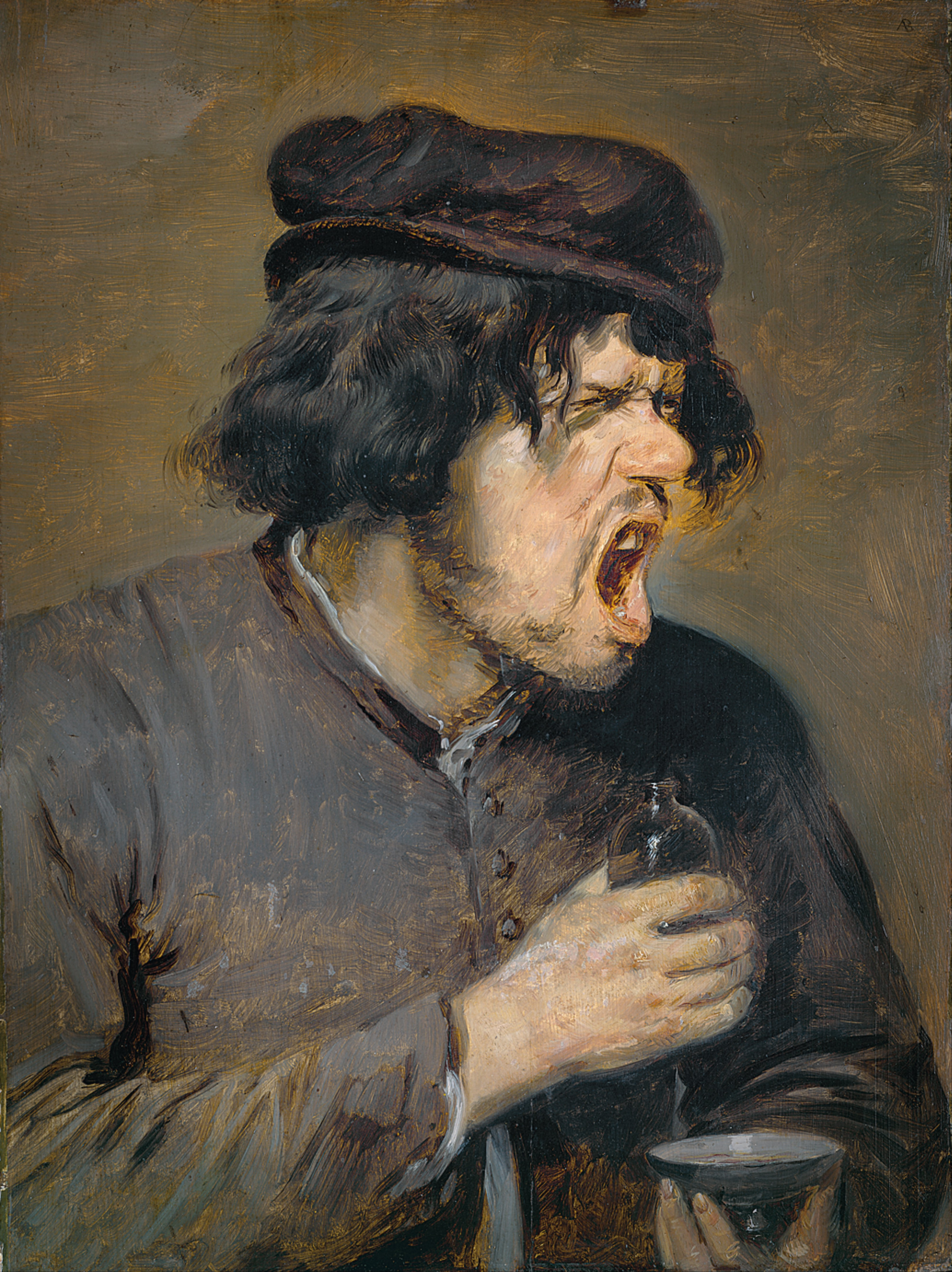
アドリアーン・ブラウエル
『苦い薬』
シュテーデル美術館収蔵

苦味（にがみ）は五基本味の一つの味覚である。苦み（にがみ）。

## 概説
苦味は、味覚の一つである。1916年ドイツの心理学者であるヘニングは、世界のどこの人々でも感じる味覚として、「甘味」「塩味」「酸味」「苦味」の四基本味説を提唱した。
1908年に日本の池田菊苗が東京帝国大学にて四基本味の他に「うま味」について報告した、四基本味に「うま味」が加わり、五基本味と考えられるようになった。
生理学的定義に基づく味覚のいわゆる五原味（甘・酸・塩・苦・うま味）には含まれないものに、「辛味」「渋味」「冷味」「刺激味」「蘞味」があるが、これは味覚ではなく触覚に近い感覚である。渋味は苦味と似ているが、味覚の差は、苦味物質の混合比率や濃度により変化する。
苦味を感じさせる化合物への拒否反応は、毒性化合物の摂取を避けるための反応だとされている。苦味のある化合物への感受性は多くの種で異なり、これは生態学的地位および食物選択の違いの結果と考えられている。

## 苦味物質
苦味物質は、主に、アルカロイド類のカフェイン、テオブロミン、ニコチン、カテキン、テルペノイドのフムロン類、リモニン、ククルビタシン、フラバノン配糖体のナリンジン、苦味アミノ酸、苦味ペプチド、胆汁酸、無機塩類のカルシウム塩、マグネシウム塩がある。
茶などに含まれるカテキン、コーヒーなどに含まれるクロロゲン酸などがある。デナトニウムは、最も苦味の強い物質としてギネスブックにも記載されている。

## 苦味のうまさ
「苦い」という味覚は古来より敬遠される傾向にあったので「苦々しい（苦いものを食べた時のような渋い顔）」、「臥薪嘗胆（がしんしょうたん、苦い肝を嘗めて辛い思いを忘れずに精進する」、「苦虫を噛み潰したよう（不愉快な時の顔つき）」などといった言葉の語源にもなっている。
適度な苦味はブラックコーヒー、魚介類の「わた」など内臓料理の珍味、酒、渋茶（濃茶）などで親しまれているケースもある。微かに苦いと感じることを「ほろ苦い」という。適度なほろ苦さは好まれる傾向にあるが、どのレベルの苦さを「ほろ苦い」と感じるかは人による。

## 苦味のあるもの
- 煎じたもの
- ブラックコーヒー

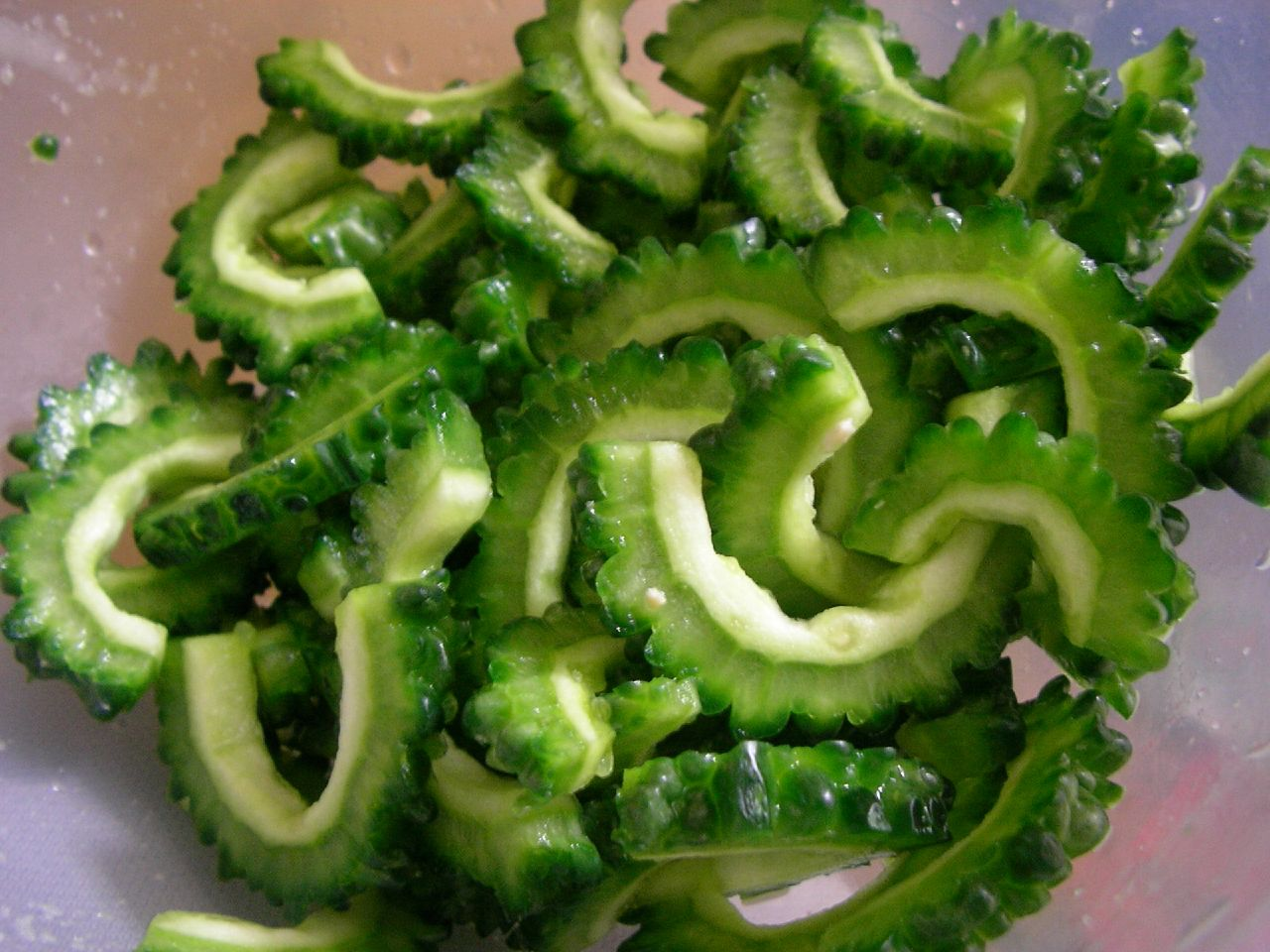
ニガウリ（ゴーヤー）

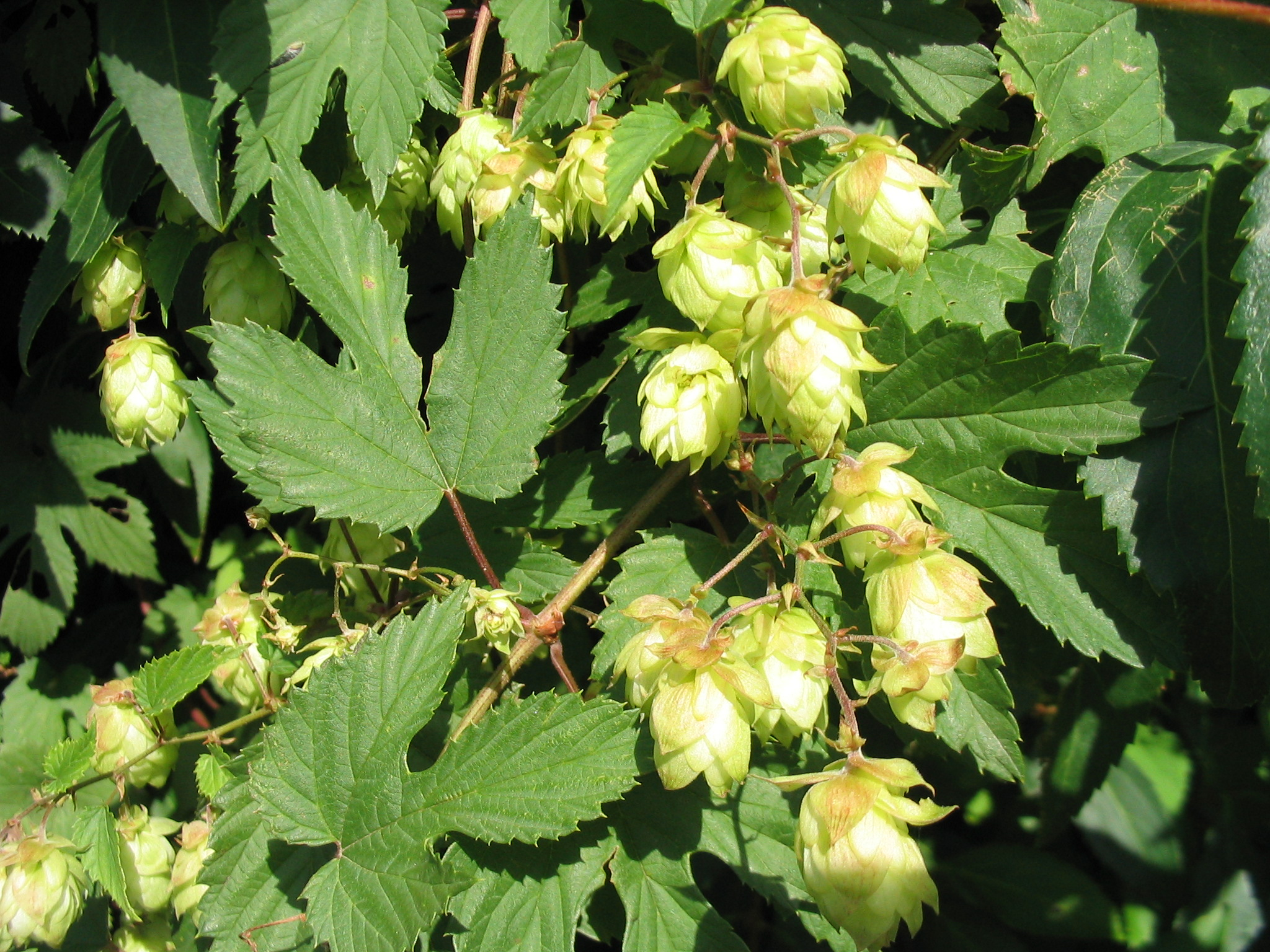
ホップ

- 濃茶（こいちゃ、＝濃い抹茶）。濃く入れた紅茶、緑茶（無糖ストレートのもの）
- 砂糖を加えていないカカオ（ビターチョコレート）
- カラメル
- ニガウリ（＝ゴーヤー、ツルレイシ）
- 菜の花
- シュンギク
- ケール
- 山菜類  (フキノトウなど)
- ヨモギ（草餅、ヨモギ汁など）
- ホップ（ビール）
- ウイスキー
- 渋柿
- 柑橘類 (グレープフルーツ、ナツミカンなど)
- 薬の一部
  - 粉薬の一部
  - 煎じ薬
  - 丸薬の一部（正露丸など）
  - アモバン
  - キニーネ、およびトニックウォーター
  - 熊胆
  - センブリ
- 魚類の内臓（ワタ）、特に胆のうの部分を使った料理。
- マグネシウム。にがり。
- 苦味チンキ
- カンパリ
- ビターズ
- デナトニウム（主な商品名：ビトレックス） - 誤飲防止などに使用される苦味物質
- 炭化してしまった食品、お焦げ。

## 文献
- 山野善正・山口静子編『おいしさの科学』朝倉書店1994年
- 佐藤昌康・小川尚編『最新味覚の科学』朝倉書店1997年
- 芝哲夫「苦味の化学構造と機能」香料No.166 1990
- 村元美代他「苦味感覚におよぼすストレスの影響」大妻女子大学紀要家政系第31号1995
- 島田淳子・下村道子編『調理とおいしさの科学』朝倉書店1993
- 上野吉一「味覚からみた霊長類の採食戦略」日本味と匂学会誌Vol.6 No.2 179-185 1999.8
- 上野吉一「味センサ応答パターンが異なるさまざまな苦味物質」『電子情報通信学会技術研究報告』Vol.106,No.227 2006.09.15
- 上野吉一「苦味を特徴とする飲料の継続摂取が嗜好獲得に与える影響」『日本味と匂学会誌』Vol.10, No.3 2003.12 785-788
- 上野吉一「先端技術でわかったビール苦味成分の意外な生理作用」『化学と生物』Vol.44,No.6,2006
- 山田恭正「苦味物質の化学」『New Food Industry』2002 Vol.44,No.2
- 太田静行「苦味と苦味調味料」『北里大学保健衛生専門学院紀要』4（2）1-17 1998
- 金子周司「カフェインは記憶力を高める」『食の科学』2005.10 No.332
- 金子周司「ストレス状態における味の感受性」『日本官能評価学会誌』Vol.1 No.1 1997.3
- 金子周司「山菜・野菜のアク抜き術」『現代農業』2006.5